# Markus Blume

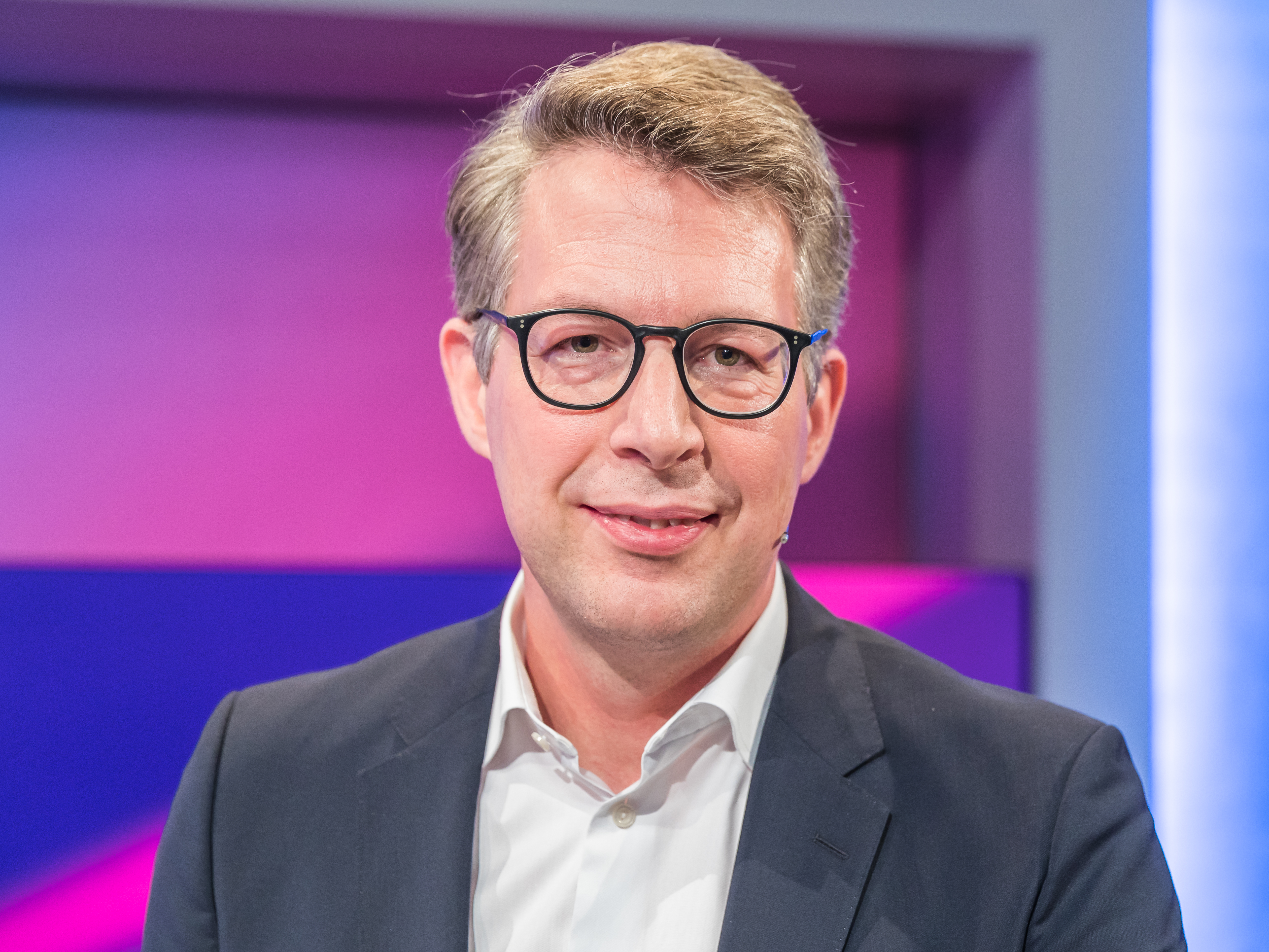
Markus Blume (2022)

Markus Blume (* 14. Februar 1975 in München) ist ein deutscher Politiker (CSU). Er ist seit 2008 Mitglied des Bayerischen Landtages. Seit 2022 ist er Bayerischer Staatsminister für Wissenschaft und Kunst. Zuvor war er von 2018 bis 2022 Generalsekretär der CSU.

## Leben

### Ausbildung
Nach seinem Abitur im Jahr 1994 am Heinrich-Heine-Gymnasium in München studierte er Physik bis zum Vordiplom an der Ludwig-Maximilians-Universität München und Politikwissenschaft an der Hochschule für Politik München, was er 1998 als Diplom-Politikwissenschaftler abschloss. Ein 1999 begonnenes Promotionsstudium im Fach Politikwissenschaft beendete er 2002 ohne Abschluss.

### Beruf
Von 2001 bis 2002 arbeitete Blume als selbstständiger Unternehmensberater. 2002 gründete er mit Markus Hoffmann und Michael Lehner die Content5 AG, eine Münchner Firma für Informationsdienstleistungen. Von 2005 bis 2008 fungierte Blume als Sprecher und strategischer Berater der Renova Management AG in Zürich, einem Unternehmen der Renova-Gruppe von Wiktor Felixowitsch Wekselberg. Während dieser Zeit und in der Folge war er bei der Content5 AG als Mitglied des Vorstands beurlaubt; im Zuge einer Unternehmensreorganisation schied er 2013 als Vorstand und Gesellschafter aus.

### Politik

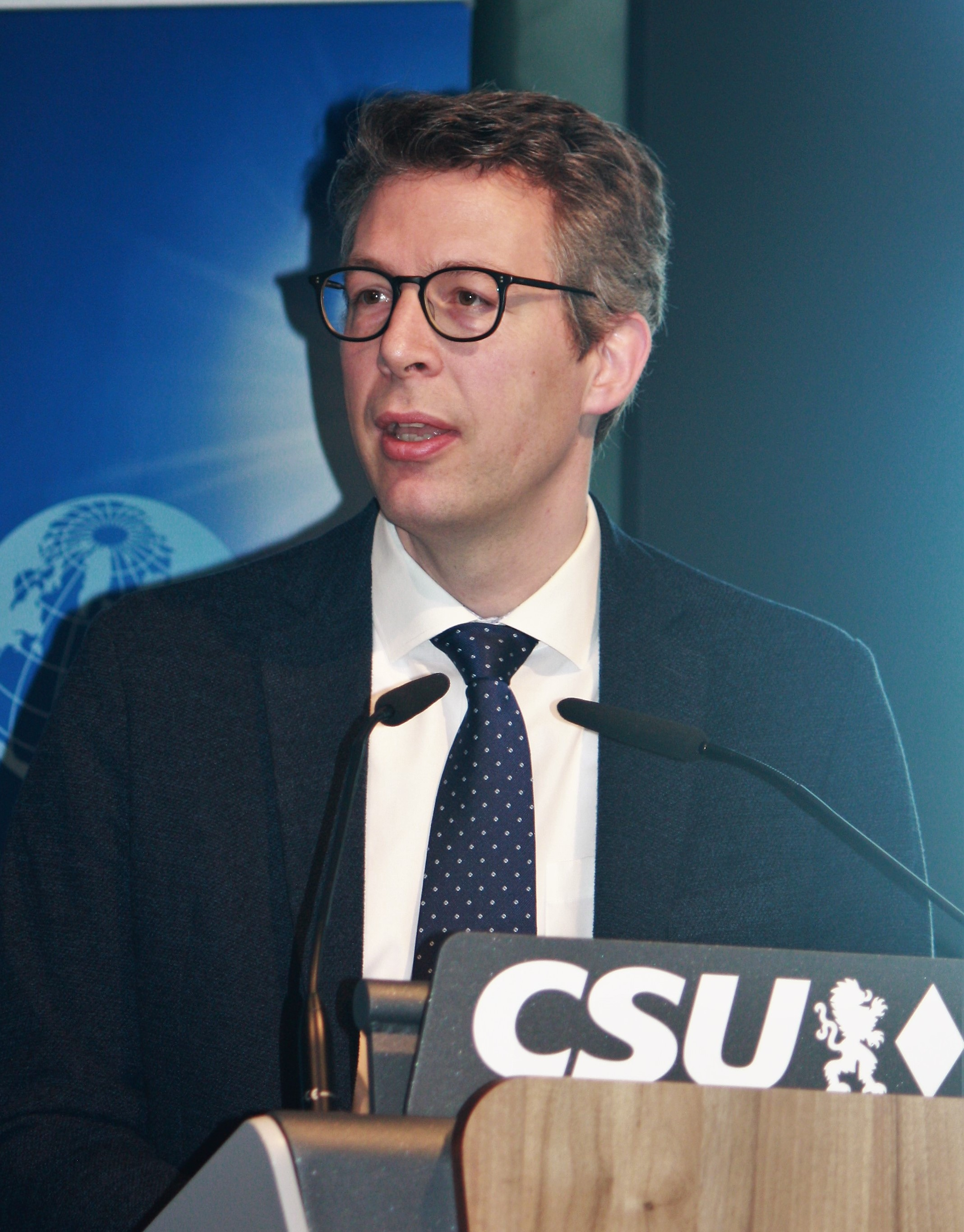
Markus Blume beim Europakongress des ASP (2019)

Blume ist seit 1995/1996 Mitglied in der Jungen Union und Christlich-Sozialen Union. Von 1997 bis 2001 war er Mitglied im Landesvorstand des Rings Christlich-Demokratischer Studenten (RCDS) in Bayern (davon von 1999 bis 2001 Landesvorsitzender) sowie Mitglied im CSU-Parteivorstand. Von 2002 bis 2020 war Blume Mitglied des Bezirksausschusses Ramersdorf-Perlach (BA 16) der Landeshauptstadt München und seit 2007 bis 2017 war er Ortsvorsitzender der CSU Perlach. 2013 wurde er Kreisvorsitzender der CSU München-Ost (Kreisverband IX).
Seit 2008 ist er Mitglied des bayerischen Landtages als Direktkandidat für den Stimmkreis München-Ramersdorf. Im Bayerischen Landtag war er Mitglied im Ausschuss für Wirtschaft und Medien, Infrastruktur, Bau und Verkehr, Energie und Technologie, im Ausschuss für Eingaben und Beschwerden, im Ausschuss für Umwelt und Gesundheit sowie im Ausschuss für Gesundheit und Pflege. Innerhalb der CSU-Landtagsfraktion bekleidete er in der Amtsperiode von 2008 bis 2013 das Amt des Sprechers der Jungen Gruppe der CSU im Bayerischen Landtag. Von 2013 bis 2022 war er Mitglied im Fraktionsvorstand der CSU-Landtagsfraktion. 
Der CSU-Parteivorstand ernannte ihn am 5. Dezember 2011 zum Vorsitzenden der CSU-Wirtschaftskommission. Auf Vorschlag von Ilse Aigner wurde Blume im August 2013 in das deutsch-amerikanische Elitenetzwerk Atlantik-Brücke aufgenommen. Blume ist Mitglied der Mittelstands-Union.
In der Parteivorstandsitzung vom 10. November 2014 wurde Blume zum Vorsitzenden der CSU-Grundsatzkommission ernannt. In dieser Funktion legte er am 30. September 2016 gemeinsam mit weiteren Unionspolitikern einen Aufruf zu einer Leit- und Rahmenkultur vor. Darin wird der umstrittene Begriff Leitkultur als „verbindende Rahmenkultur“ bezeichnet. In gesellschaftlich unruhigen Zeiten brauchten die Menschen Orientierung, die sie Begriffen wie „Heimat und Patriotismus“ sowie eben in der „Leitkultur“ finden würden. Konkret wurden der Gebrauch der deutschen Sprache, bewährte Umgangsformen, die geistige Tradition der Aufklärung sowie Deutschlands Nationalsymbole wie die Fahne und die Hymne genannt. Der Aufruf war motiviert unter anderem durch die Erfolge der rechtspopulistischen Partei Alternative für Deutschland bei den Landtagswahlen 2016.
Am 1. Februar 2017 wurde Blume stellvertretender Generalsekretär der CSU. Am 14. März 2018 übernahm er das Amt des CSU-Generalsekretärs von Andreas Scheuer, der am selben Tag als Bundesminister für Verkehr und digitale Infrastruktur nach Berlin ins Kabinett Merkel IV wechselte.
Blume wurde am 23. Februar 2022 zum Staatsminister für Wissenschaft und Kunst im Kabinett Söder II ernannt, er folgte damit auf seinen Parteikollegen Bernd Sibler. Sein Nachfolger als CSU-Generalsekretär wurde Stephan Mayer. Das Amt des Staatsministers für Wissenschaft und Kunst hat er seit dem 8. November 2023 auch im Kabinett Söder III inne.
Die Legalisierung von Cannabis lehnte er von Beginn an mit deutlichen Worten ab. Als sich bei den Koalitionsverhandlungen der künftigen Regierung eine Entkriminalisierung abzeichnete, gab Markus Blume auf X (damals Twitter) ein deutliches Statement ab: „Die Legalisierung von Cannabis ist ein gefährliches Experiment. Die Wirkung als Einstiegsdroge wird verharmlost. An den Niederlanden sieht man: Die Freigabe ist ein Einfallstor für organisierte Kriminalität. Absurd, dass die Ampel die Legalisierung zum wichtigsten Thema macht.“

### Privates
In seiner Jugend bildete Markus Blume zusammen mit seiner Schwester Sandra ein erfolgreiches Eistanzpaar. Sie waren u. a. Deutsche Juniorenmeister in dieser Disziplin. Markus Blume hat drei Kinder, zwei aus seiner ersten Ehe und eine 2025 geborene Tochter aus seiner zweiten Ehe. Er ist evangelischer Konfession.